# Hypocnemis rondoni
Hypocnemis rondoni (лат.) — вид воробьиных птиц из семейства типичных муравьеловковых (Thamnophilidae). Входит в комплекс видов Hypocnemis cantator. Впервые описан в 2013 году, назван в честь Кандиду Мариану да Сильва Рондона.

## Описание
Длина в среднем 11,3 см, масса 12,5 г. Питаются насекомыми (в желудках были найдены жуки и прямокрылые).
Обитает в лесах Амазонии Бразилии. Естественной средой обитания этих птиц являются субтропические или тропические влажные равнинные леса.
МСОП присвоил таксону охранный статус «Виды, вызывающие наименьшие опасения» (LC).